# Nyssodrysternum reticulatum
Nyssodrysternum reticulatum är en skalbaggsart som först beskrevs av Julius Melzer 1934.  Nyssodrysternum reticulatum ingår i släktet Nyssodrysternum och familjen långhorningar. Inga underarter finns listade i Catalogue of Life.